# 卡罗·西格纳尼
卡罗·西格纳尼（義大利語：Carlo Cignani，1628年5月15日—1719年9月8日），意大利画家，屬於波倫亞學院和弗利美術學院，其活躍於巴洛克時代。